# خط طول 155° غرب
خط طول 155° غرب هو أحد خطوط الطول الجغرافية، والتي تمتد من القطب الشمالي الجغرافي إلى القطب الجنوبي الجغرافي، وحسب التحويل الزمني يتأخر خط طول 155° غرب عن خط غرينتش بـ10 ساعة و20 دقيقة.

## من القطب إلى القطب
ينطلق خط طول 155° غرب من القطب الشمالي نحو القطب الجنوبي مرورا بالمناطق التي ترد في الجدول التالي:
| الإحداثيات                           | البلد أو الإقليم أو البحر | ملاحظات |
| ------------------------------------ | ------------------------- | --- |
| 90°0′N 155°0′W / 90.000°N 155.000°W  | المحيط المتجمد الشمالي    | |
| 71°36′N 155°0′W / 71.600°N 155.000°W | بحر بيوفورت               | |
| 71°8′N 155°0′W / 71.133°N 155.000°W  | الولايات المتحدة          | ألاسكا |
| 58°1′N 155°0′W / 58.017°N 155.000°W  | المحيط الهادئ             | مرورا بغرب جزيرة كودياك, ألاسكا, الولايات المتحدة (في 57°20′N 154°47′W / 57.333°N 154.783°W) · مرورا بغرب Tugidak Island, ألاسكا, الولايات المتحدة (في 56°25′N 154°48′W / 56.417°N 154.800°W) |
| 19°44′N 155°0′W / 19.733°N 155.000°W | الولايات المتحدة          | هاواي — هاواي (جزيرة) island |
| 19°20′N 155°0′W / 19.333°N 155.000°W | المحيط الهادئ             | مرورا بغرب Malden Island, كيريباتي (في 4°0′S 154°58′W / 4.000°S 154.967°W) |
| 60°0′S 155°0′W / 60.000°S 155.000°W  | المحيط الجنوبي            | |
| 77°12′S 155°0′W / 77.200°S 155.000°W | القارة القطبية الجنوبية   | منطقة روس, المطالب الإقليمية بالقارة القطبية الجنوبية by نيوزيلندا |